# Pasivo (sexualidad)
Este artículo es sobre sexualidad. Para ver el término de contabilidad, ver pasivo.

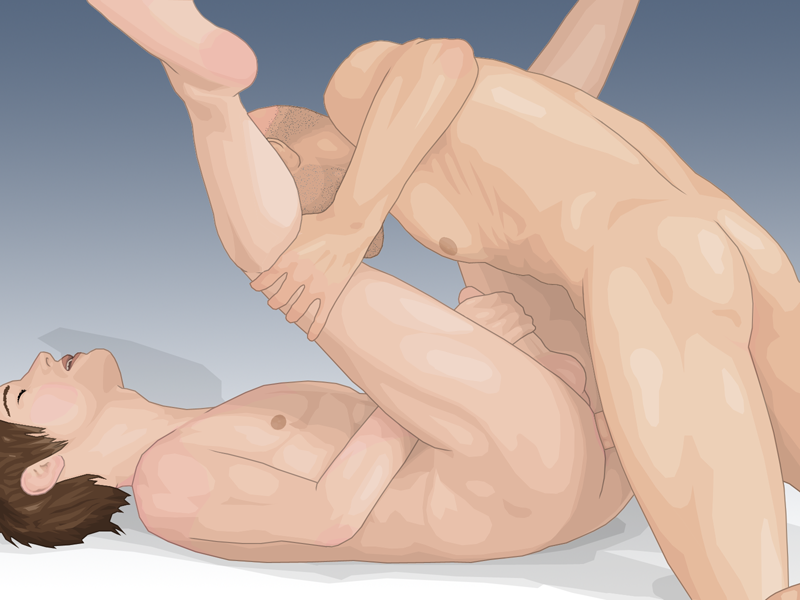
En esta postura sexual del misionero, quien realiza el rol de activo se encuentra a la derecha y el pasivo a la izquierda (recostado).

El término pasivo, es una expresión que, en la jerga sexual, se refiere al rol de la persona que es penetrada vaginal, anal u oralmente por otra persona, esta última llamada activa. No necesariamente la persona pasiva tiene que ser sumisa.
Cualquiera puede tomar la posición sexual pasiva, independientemente de su sexo o género, u orientación sexual.
Por extensión, la palabra pasivo también se usa para identificar a las personas que generalmente prefieren esta posición sexual predominantemente o exclusivamente, o que prefieren desempeñar un papel sumiso durante el sexo, paradójicamente al papel dominante del perpetrador. La persona que elige una u otra posición sexual se llama versátil.
Se puede considerar pasivo a aquellos que optan por relajarse o tener una participación más tranquila durante el coito físico-sexual, siendo el activo que predominantemente toma el control durante la actividad sexual.
En la práctica de BDSM, el término se aplica a las personas involucradas en el rol sumiso.
En inglés, el término "bottom" se usa en referencia a pasivo y "top" a activo, mientras que en el lenguaje de la sexología o la jerga de la psicología, el término "receptivo" e "insertivo" a veces también se puede usar para pasivo y activos respectivamente, ya que son términos derivados de los verbos recibir e insertar aludiendo a roles sexuales.
La noción del término pasivo también se usa en el contexto de la sexualidad, para aludir a una persona que en una relación matrimonial tiende a tener una postura de sumisión durante el acto sexual. Este tipo de conducta también puede extenderse a la vida diaria de la pareja.

## Historia
En la Grecia clásica, en el comportamiento sexual entre hombres, los activos desempeñaban un papel instructivo, mientras que los pasivos se configuraban como alguien más joven o simplemente sin experiencia sexual.
Las fuentes históricas disponibles sobre el comportamiento homosexual en la antigua Roma, sus actitudes y la aceptación de este hecho abundan. Hay obras literarias, poemas, grabados y comentarios sobre la condición sexual de todo tipo de personajes, incluidos los emperadores solteros y casados. Por otro lado, las representaciones gráficas son más raras que en el período de la Grecia clásica. Las actitudes hacia la homosexualidad han cambiado con el tiempo según el contexto histórico, desde una fuerte condena hasta una aceptación considerablemente amplia. De hecho, se consideraba una costumbre cultural en ciertas provincias. Como ejemplo extremo, en determinadas culturas como la vikinga, la violación sexual de un hombre por otro se consideraba como un acto de virilidad guerrera para el activo, pero una gran humillación para el pasivo.
Aún en la actualidad, el sujeto pasivo del comportamiento sexual entre hombres es considerado «más homosexual» que el activo en determinadas culturas no occidentales, como la musulmana, a pesar de ser indistinto el rol que uno cumpla para ser o no un comportamiento homosexual.

## Términos legales
En términos legales, debe tenerse en cuenta que el comportamiento sexual entre hombres del hombre activo sigue siendo menos perseguido en muchas civilizaciones que el comportamiento sexual entre hombres del hombre pasivo, particularmente en la cultura musulmana, donde no hay segregación entre el dogma religioso y ordenamiento jurídico. Entonces, aunque el comportamiento sexual entre hombres pasivos a veces está condenado por los códigos penales de ciertos países, lo mismo no es aplicable para los hombres activos. Una situación similar ocurre en algunos países africanos, pero ya no se refiere a los roles sexuales, donde el comportamiento sexual entre mujeres no está criminalizado, pero las relaciones referentes al comportamiento sexual entre hombres sí, o el primero está menos penalizado que el segundo.